# Nuevo San Carlos
Nuevo San Carlos è un comune del Guatemala facente parte del dipartimento di Retalhuleu.
La località venne creata per decreto governativo del 29 novembre 1879 per accogliere ex militari di San Carlos Sija che avevano problemi di sostentamento per la carenza in loco di terre coltivabili.